# 馬應龍 (萬曆進士)
馬應龍（1558年—1611年），號北溟，山東青州府安丘縣人，明朝政治人物。

## 生平
萬曆十九年（1591年）辛卯科山東鄉試舉人。萬曆二十年（1592年），登壬辰科第三甲第四十四名進士，户部，同年六月任河南杞縣知縣。二十六年升禮部主事，二十八年养病。三十一年丁父憂，三十四年補原职，三十六年册封德府，升主客司员外郎，三十七年仕至禮部精膳司郎中，同年擢福建副使，未任卒。

## 家族
曾祖馬驥，生员。祖父馬惠，贈中宪大夫。父馬文煒，壬戌進士，江西巡抚。弟馬從龍，同科進士。